# Anne-Marie de Brandebourg
Anne-Marie de Brandebourg (3 février 1567 dans le palais de Zechlin, Rheinsberg – 14 novembre 1618 à Wolin) est une princesse de Brandebourg par la naissance et mariage duchesse de Poméranie.

## Biographie
Anne-Marie est la fille de Jean II Georges de Brandebourg (1525-1598), de son second mariage avec Sabine de Brandebourg-Ansbach (1548-1575), fille de Georges de Brandebourg-Ansbach.
En 1580, elle est fiancée avec Barnim X de Poméranie et le 8 janvier 1581, elle l'épouse à Berlin. Comme douaire, elle reçoit le district de Bytów sur la frontière Kachoube. Ils n'avaient pas d'enfants. Lorsque Barnim hérite de la Poméranie, en 1600, il laisse Bytów à son frère Casimir VI de Poméranie et Anne-Marie reçoit le district de Wolin, notamment la ville ville éponyme et le palais.
Après la mort de son mari, en 1603, Anne-Marie vit au château de Wolin. Des registres précis des recettes et des dépenses de l'arrondissement de Wolin au cours de son règne existent; ils sont moindre que le revenu de Bytów et Anne Marie reçoit une compensation pour la différence. Elle règle un litige avec Bogusław XIII de Poméranie à propos du droit de chasse dans son quartier. Après sa mort en 1618, son douaire est revenu à François de Poméranie.